# Sokol (città)
Sokol (in russo Со́кол?) è una città della Russia europea, capoluogo del rajon di Sokol'skij nell'Oblast' di Vologda. La sua popolazione nel 2002 era di 43 043 abitanti. La città è sede di due grandi cartiere, un'azienda casearia e cinque fabbriche per la lavorazione del legno. La città si trova sulle rive del fiume Suchona a circa 35 Km da Vologdal, capoluogo dell'Oblast'.
La città sorge sul luogo dove preesisteva sin dal 1615 il villaggio di Sokolovo. Nel 1897 nel villaggio venne impiantata una cartiera cui venne dato il nome Sokol e vennero costruite le abitazioni per i lavoratori della cartiera. Il 2 marzo 1932 per decisione del Praesidium del Comitato esecutivo centrale il borgo ricevette lo status di città.

## Amministrazione

### Gemellaggi
Sokol è gemellata con le città di:
- Tutaev
- Valkeakoski